# Pandavapura
Pandavapura là một thị xã panchayat của quận Mandya thuộc bang Karnataka, Ấn Độ.

## Địa lý
Pandavapura có vị trí 12°30′B 76°40′Đ / 12,5°B 76,67°Đ Nó có độ cao trung bình là 709 mét (2326 feet).

## Nhân khẩu
Theo điều tra dân số năm 2001 của Ấn Độ, Pandavapura có dân số 18.236 người. Phái nam chiếm 51% tổng số dân và phái nữ chiếm 49%. Pandavapura có tỷ lệ 67% biết đọc biết viết, cao hơn tỷ lệ trung bình toàn quốc là 59,5%: tỷ lệ cho phái nam là 72%, và tỷ lệ cho phái nữ là 62%. Tại Pandavapura, 12% dân số nhỏ hơn 6 tuổi.